# エルンスト・ゴットリープ・バロン
エルンスト・ゴットリープ・バロン (Ernst Gottlieb Baronまたはエルンスト・テオフィル・バロン(Ernst Theofil Baron),  1696年2月17日－1760年4月12日）は、ドイツのリュート奏者、作曲家、音楽著述家。

## 生涯
バロンはブレスラウで、金モール職人ミヒャエル・バロンの家に生まれた。息子も同じ道を歩むことが期待されたが、バロンは幼い頃から音楽に関心を示し、後に自らの職業とした。1710年頃からコホットという名前のボヘミア人にリュートを学んだ。ブレスラウのエリザベート・ギムナジウムに入学し、1715年からライプツィヒ大学で哲学と法律を学んだ。1719年から1728年の間は各地の小宮廷を転々とした。ハレ、ケーテン、シュライツ、フェルト、ルードルシュタットを訪れた後、1720年にイェーナを訪れ、当地で2年を過ごした。 その後、カッセル、フルダ、ヴュルツブルク、ニュルンベルク、レーゲンスブルクを経て、1727年にニュルンベルクで著作"Historisch-theoretische und practische Untersuchung des Instruments der Lauten"邦題『リュート―神々の楽器―』を出版した。主としてこの著作により彼の名は記憶に留められている。1728年にゴータの宮廷で、落馬事故により死亡したばかりのリュート奏者モイセルの後任となった。4年間その地位に留まり、ゴータ公の没後アイゼナハに移った。1737年、メルゼブルク、ケーテンとツェルプストを訪れ、最終的にテオルボ奏者としてプロイセン皇太子フリードリヒの楽団に参加した。テオルボ購入の名目でドレスデン行きを許可された。ドレスデンで、リュート奏者シルヴィウス・レオポルト・ヴァイスとI・A・ホーファーから教えを受けた。1740年にフリードリヒの即位後、王立音楽協会のテオルボ奏者として仕え、亡くなるまでこの地位にとどまった。

## 著作
- Historisch-theoretische und practische Untersuchung des Instruments der Lauten, Nürnberg,1727 (邦訳『リュート―神々の楽器―』菊池賞訳、水戸茂雄監修、東京コレギウム2001年、改訂版2009年)  ISBN 9784924541900

## 作品
- Suite, D, lute, in G. Telemann: Der getreue Musikmeister (Hamburg, 1728)
- Fantasie, lute, in F. Seidel: 12 Menuette für die Laute von Herrn F. Seidel, samt einer Fantasie von Herrn Baron (Leipzig, 1757/R1969)
- 2 concertos, C, lute, vn, bc; duet, G, lute, fl: B-Bc
- 6 partitas, lute; 6 trios, lute, va, vc; sonata, 2 lutes: D-LEbh; ed. L. Sayce (n.p., 1998)
- Partie, A, lute, Bsb
- Sonata, 2 lutes, fl, LEm
- Suite movements, lute, Dl, ROu, RUS-KA

## 資料
- J. Mattheson: Der neue göttingische, aber viel schlechter, als die alten lacedämonischen urtheilende Ephorus (Hamburg, 1727), 109–27
- F.W. Marpurg: Legende einiger Musikheiligen (Cologne [recte Breslau], 1786), 158–64
- A. Koczirz: ‘Verschollene neudeutsche Lautenisten’, AMw, iii (1921), 270–84
- H. Neemann: ‘Philipp Martin, ein vergessener Lautenist’, ZMw, ix (1926–7), 545–65
- H.-P. Kosack: Geschichte der Laute und Lautenmusik in Preussen (Kassel, 1935)
- D.A. Smith: ‘Baron and Weiss contra Mattheson: in Defence of the Lute’, JLSA, vi (1973), 48–62
- J. Klima: Ernst Gottlieb Baron, 1696–1760: Partiten aus den verschollenen Handschriften Berlin Mus. ms. 40633 und Königsberg 3026: Themenverzeichnis (Enzersdorf, 1976)